# Милутин Тесла
Милутин Тесла (Радуч, 3. фебруар 1819 — Госпић, 17. април 1879) био је православни свештеник и отац Николе Тесле, српског и америчког проналазача, инжењера електротехнике и машинства.

## Биографија
Рођен је 3. фебруара 1819. године у селу Радучу у Лици у породици Николе (официра) и Ане (рођене Калинић). Имао је две сестре и брата Јосифа. Брат Јосиф је поред војне каријере био познат и као добар математичар, предавач у Кадетској школи и аутор једног уџбеника за математику на немачком језику. Умро је Јосиф као нежења, по чину граничарски мајор у Митровици. Крсна слава породице Тесла био је Свети Ђорђе.
Милутин је у Госпићу завршио немачку школу, а касније уписује војну школу. Војну школу напушта, претпоставља се због слабије физичке конституције и неподношења сурове војничке дисциплине. Ово су неке особине које се могу препознати и код Николе Тесле. Милутин потом уписује Богословију у Плашком и завршава је 1845. године. Убрзо потом се жени Ђуком Мандић (1822—1892), родом из Грачца.
Службовање почиње као ђакон, а убрзо потом 1845. године бива рукоположен за свештеника и послат у Штикаду. Потом је премештен у Сењ (1847—1852), па у Смиљан (1852—1863). Године 1863. постаје парох у Госпићу. Он је пренумерант „Србско-далматинског магазина” 1867. године, као намесник Госпићки. У Госпићу предаје у реалци православну веронауку, где постаје први вероучитељ.
Умро је 17. априла 1879. године у Госпићу.
Милутин је био врло интелигентан и одличан православни свештеник Митрополије сремско-карловачке. Био чувени беседник, не само у свом крају, већ у целој Лици. Знао је добро италијански и немачки језик, и на тим језицима доста читао. Кад је једном лички владика затражио да му свештеници напишу проповед са темом „Рад и вредноћа”, Милутин је написао најбољу проповед, и то му је донело опште признање. Зато је и премештен на положај администратора, а доцније и пароха у Смиљану. Прота Милутин Тесла је за новине „Србски Дневник” али и хрватске, под псеудонимом Родољуб Правичић. Залагао се и писао у корист слободе Срба на православну вјеру у Аустријском царству. Поред озбиљних састава писао је и песме.
У књизи „Преписка Ђенерала Будислава Будисављевића” из 1911. године је сачувано једно писмо проте Милутина Тесле, послато сину генерала Буде, Александру. У писму, поред осталог стоји и ово: „Супруга моја, унука Кавалира Проте Будисављевића, твоја сродница, добро се држи и мило те поздравља… Дјеце имам, једног сина (Николу) који је свршијо вишу реалку, и три кћери од којих једна се скоро удала у добру кућу, не знам још, оћели јој муж бити беамтер или попо! Сад мој драги пјесниче, ја Ти срдачно захваљујем на стиховима и братској честитки! Остајем љубећи Те у духу и поздрављајући. Твој ревни поштоватељ и брат Милутин Тесла, Протопр. намјестник.”
О њему је је Милован Матић написао књигу „Српски прота Милутин Тесла (1819—1879), отац Николе Тесле”, 2015. године,  978-86-87345-05-8  216018444.